# 星風のホロスコープ
「星風のホロスコープ」（ほしかぜのホロスコープ）は、のみこの7枚目のシングル。2011年5月27日にポニーキャニオンから発売された。

## 概要
前作「ランドセリング☆」から約4ヶ月でのリリースであり、2011年2枚目のシングル。ランティス以外からの発売は「ミラクル☆ハニー」以来となる。表題曲「星風のホロスコープ」は、テレビアニメ『星空へ架かる橋』のオープニングテーマとして使用されている。テレビアニメのタイアップは、前作「ランドセリング☆」に続いて3作連続。ジャケットイラストには、中津川初がプリントされている。

## 収録曲
1. 星風のホロスコープ [3:45]
作詞・作曲：上松範康（Elements Garden）、編曲：藤間仁（Elements Garden）
  - テレビアニメ『星空へ架かる橋』オープニングテーマ
2. 忘れない夢の丘 [4:43]
作詞：Le ciel、作曲・編曲：藤田淳平（Elements Garden）
3. 星風のホロスコープ（inst.）
4. 忘れない夢の丘（inst.）